# Ульяновка (Александрийский район)
Ульяновка (укр. Улянівка) — село в Попельнастовской сельской общине Александрийского района Кировоградской области Украины.
Население по переписи 2001 года составляло 624 человека. Телефонный код — 5235. Код КОАТУУ — 3520386801.